# Bandera de Misuri
La bandera del estado de Misuri fue diseñada y cosida en Jackson, Misuri, por Marie Elizabeth Watkins Oliver (1854-1944), esposa del exsenador Estatal RB Oliver. Su diseño fue adoptado en 1913 y se mantiene sin cambios hasta el presente. 
La bandera consiste en tres franjas horizontales: una roja, una blanca y una azul. Estas representan el valor, la pureza, la vigilancia, y la justicia. Los colores también reflejan la posición histórica del estado como parte del territorio francés de Luisiana. En el centro de la franja blanca está el Escudo de Misuri, rodeado por un círculo azul que contiene 24 estrellas, simbolizando la admisión de Misuri como el 24º estado de Estados Unidos.